# Fall in Love (Ryan Paris)
Fall in Love è un singolo del cantautore italiano Ryan Paris, pubblicato nel 1984.

## Tracce
7" – NP 152 (Italia)
- Lato A

1. Fall in Love (Vocal Version) – 3:50

- Lato B

1. Fall in Love (Instrumental Version) – 3:45

12" – MIX 152 (Italia)
- Lato A

1. Fall in Love (Vocal Version) – 6:40

- Lato B

1. Fall in Love (Instrumental Version) – 6:35

## Classifiche

### Classifiche settimanali
| Classifica (1984) | Posizione massima |
| ----------------- | ----------------- |
| Germania Ovest    | 67                |